# Hubert Ausböck
Hubert Wilhelm Ausböck (* 18. November 1908 in Dietramszell; † 1. Februar 1989 in München) war ein deutscher Boxer und Teilnehmer der Olympischen Spiele 1928.

## Karriere

### Amateur
1928 wurde Ausböck in Leipzig erstmals deutscher Meister im Fliegengewicht (bis 51 kg). Im selben Jahr nahm er an den Wettkämpfen im Fliegengewicht der Olympischen Spiele 1928 in Amsterdam teil. Hier gewann er im Achtelfinale gegen den Schweden Lennart Bohman, bevor er im Viertelfinale gegen den späteren Goldmedaillengewinner Antal Kocsis aus Ungarn ausschied.
Ausböck wurde auch in den Jahren 1929, 1930 und 1932 deutscher Meister. 1930 nahm er außerdem an den Europameisterschaften in Budapest teil, bei denen er jedoch im Viertelfinale am späteren Goldmedaillengewinner István Énekes aus Ungarn scheiterte.

### Profi
1933 bestritt Ausböck seinen ersten Profikampf. Er schlug im Zirkus Krone in München Albert Hopp durch technisches KO in der dritten Runde. 1934 gewann Ausböck gegen Willi Metzner den deutschen Meistertitel im Fliegengewicht (KO 5. Runde). Schon in seiner ersten Titelverteidigung verlor er diesen jedoch 1935 wieder gegen Hubert Offermanns (KO 3. Runde). Dies war auch seine erste Niederlage nach zwölf Kämpfen. Ebenfalls 1935 reiste Ausböck für zwei Kämpfe in die Schweiz, die er jedoch beide verlor. 1936 pausierte Ausböck, bevor er 1937 seinen vorerst letzten Kampf bestritt.
Nach ca. zehn Jahren kehrte Ausböck, nun 39 Jahre alt, 1947 nochmal in den Ring zurück. Er bestritt im Laufe des Jahres in Bayern vier Kämpfe im Bantamgewicht, von denen er drei gewann und einer unentschieden endete.